# Heilige Familie (Düsseldorf-Stockum)

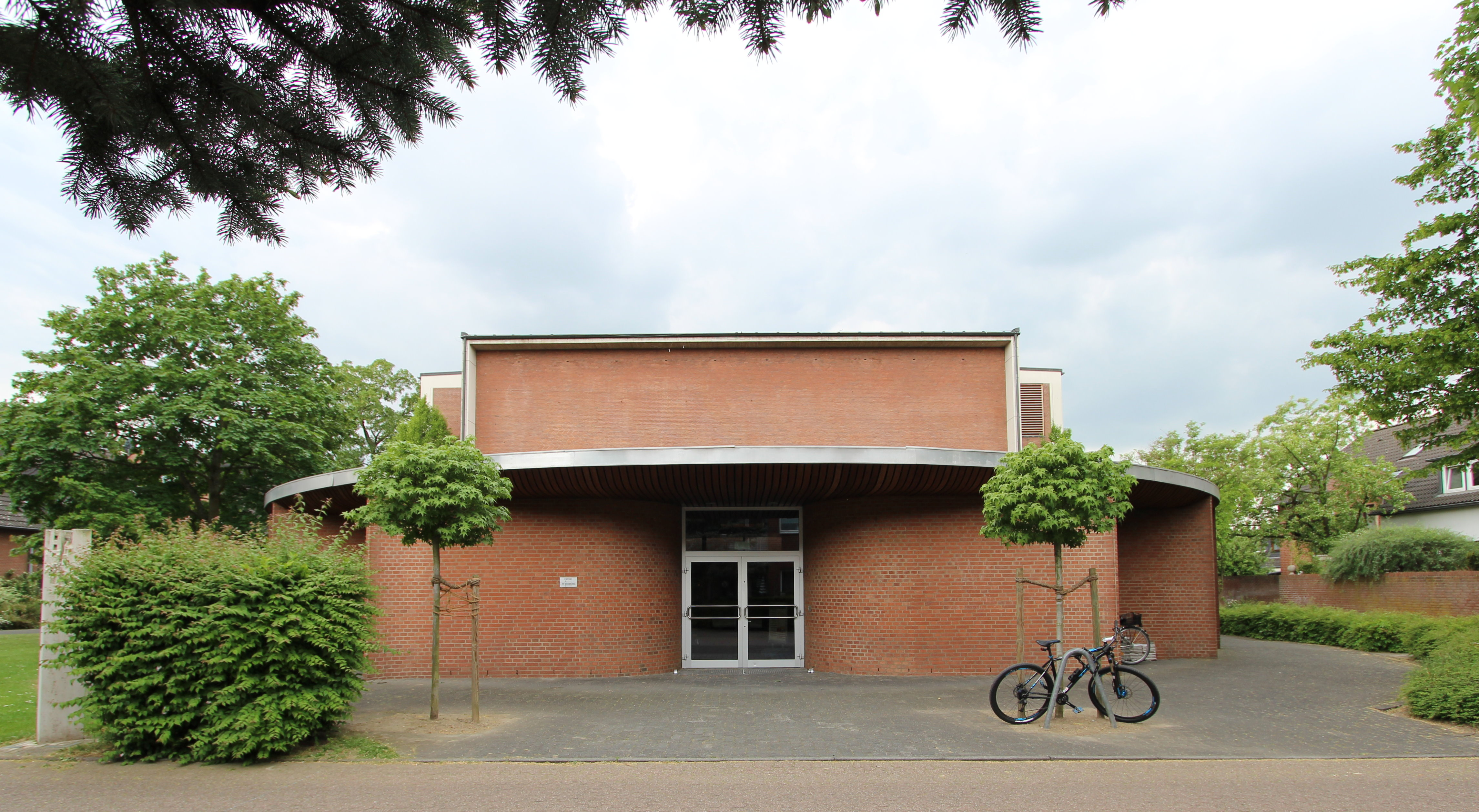
Katholische Kirche Heilige Familie (Ansicht aus Nord-Osten), 2016

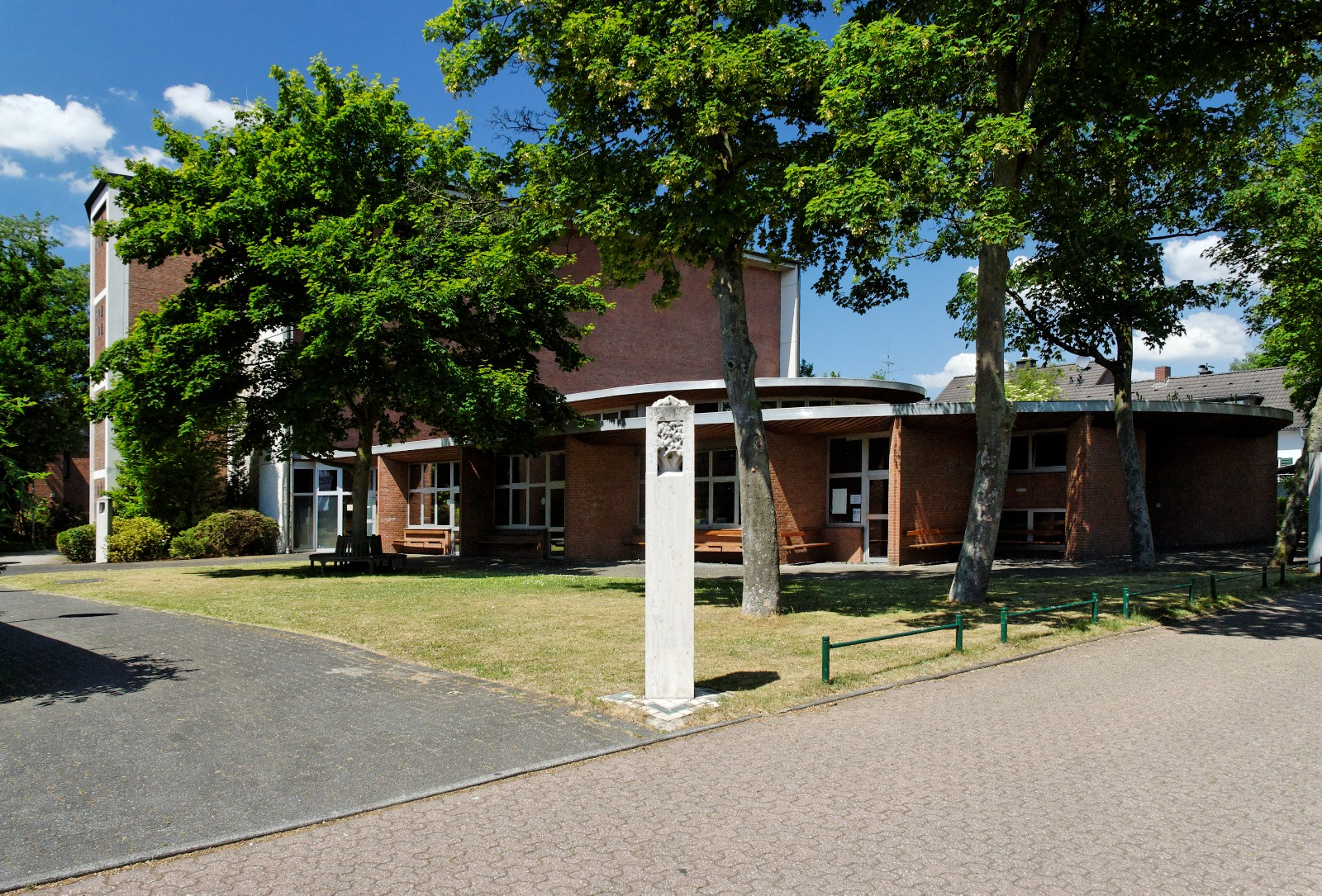
Heilige Familie, im Vordergrund das Pfarrzentrum, dahinter die Ostwand der Kirche

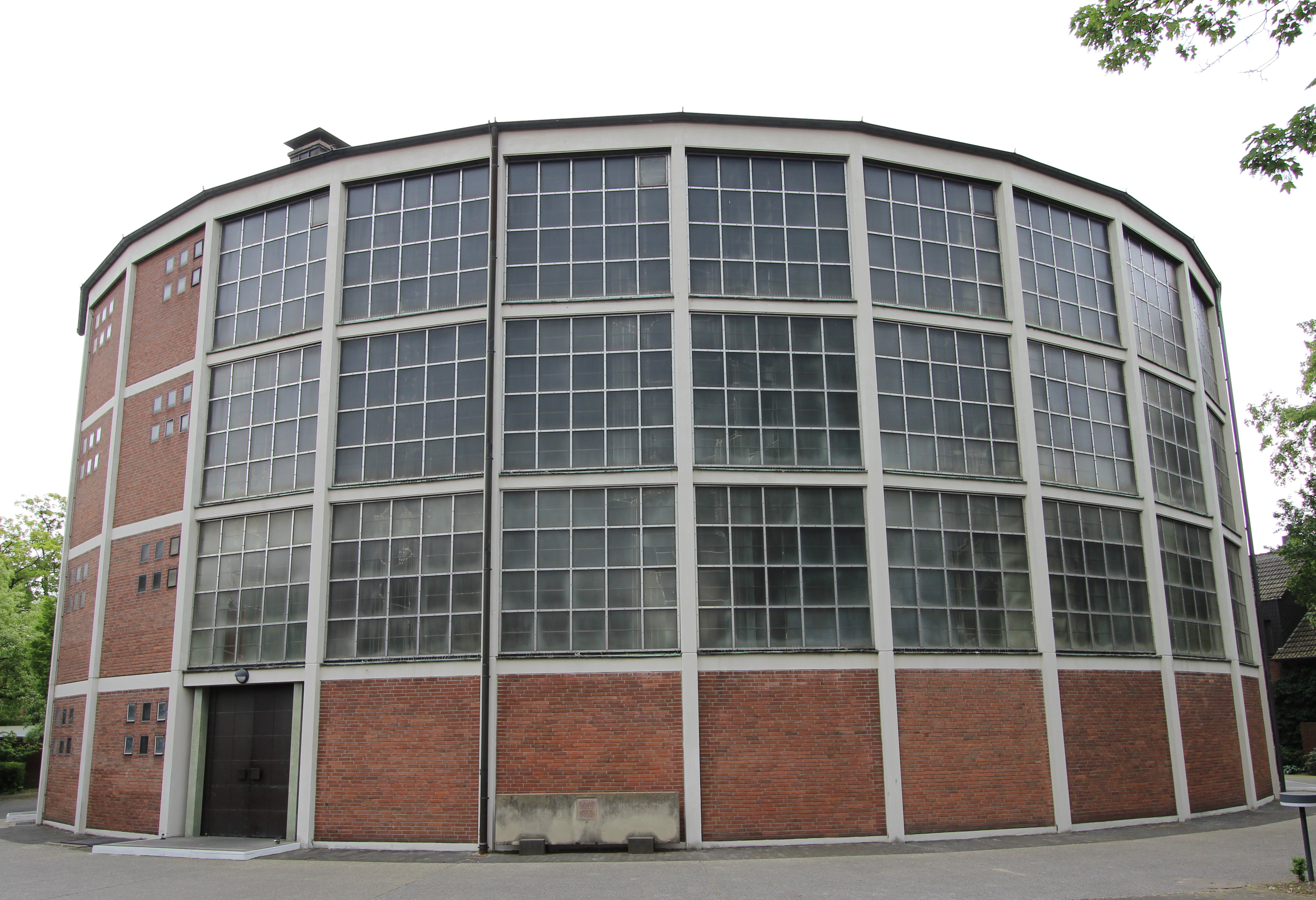
Ansicht aus Westen

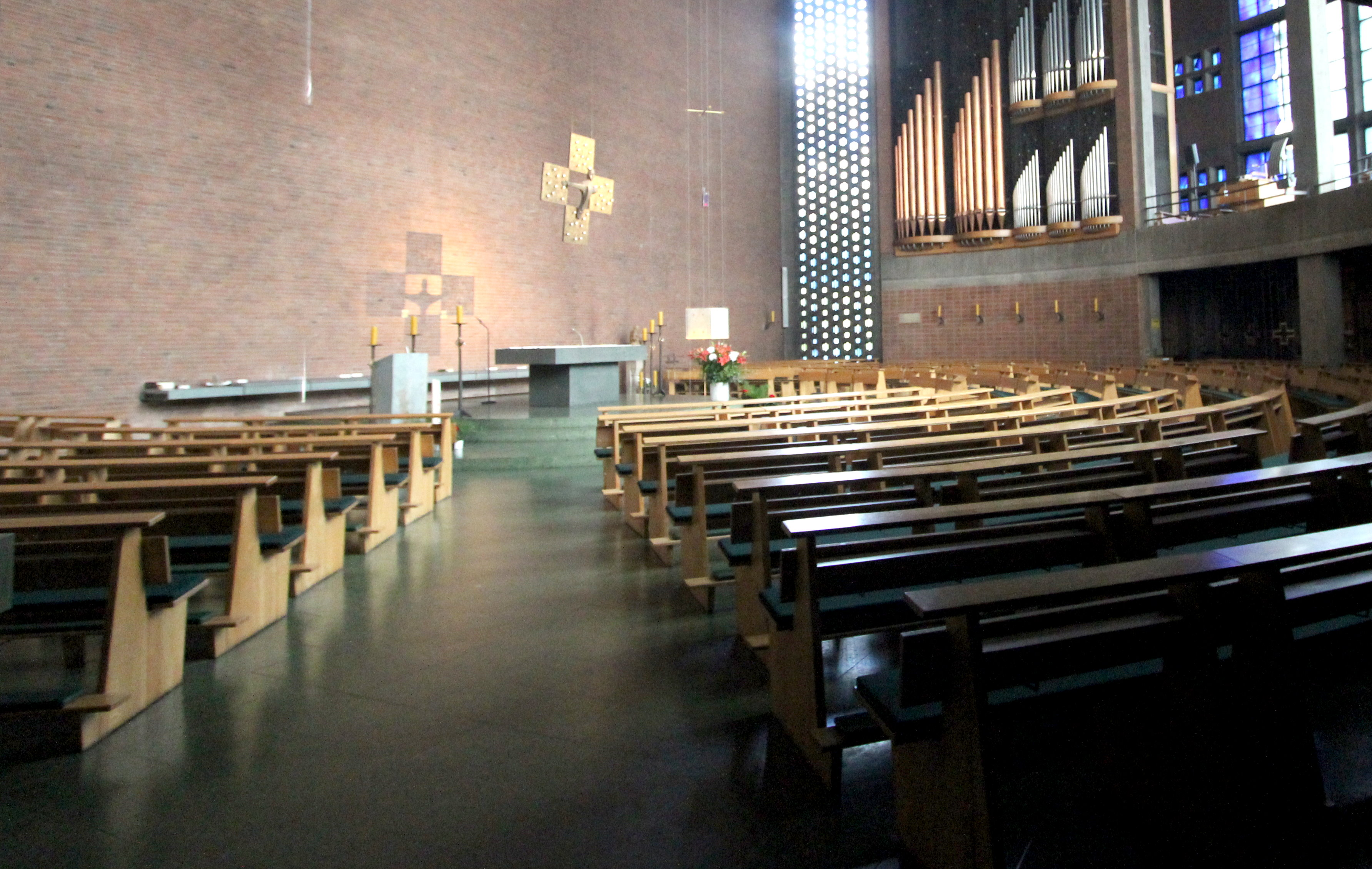
Innenaufnahme 2016

Heilige Familie ist der Name einer römisch-katholischen Kirche in Düsseldorf-Stockum und zugleich der Name der Katholischen Kirchengemeinde Heilige Familie mit mehr als 13 000 Gemeindemitgliedern in den Düsseldorfer Stadtteilen Golzheim, Lichtenbroich, Lohausen, Stockum und Unterrath.

## Kirchenbau
Der turmlose Kirchenbau ist modern mit einer Grundkonstruktion aus Beton. Die Fassade besteht großteils aus rotem Backstein und Glasbausteinen in Gefachungen aus Sichtbeton. Im säulenlosen, lichtdurchfluteten Innenraum versammelt sich die Gemeinde im Halbrund um den Altar, die geschlossene Ostwand in Backstein kontrapunktiert und lädt zum kontemplativen Innehalten.
Die Heilige Familie wurde in den Jahren 1960 bis 1962 nach Plänen des in der Gemeinde lebenden Architekten Hans Schwippert errichtet. In den Jahren 2002 bis 2003 wurde der Altarraum von Gisbert Dahmen-Wassenberg nachkonziliär neu gestaltet mit dem schwebenden Tabernakel, der zwischen dem Boden und der Decke mit Stahlseilen eingespannt ist und so die Beziehungsvermittlung des Allerheiligsten zwischen den Menschen und Gott symbolisieren soll.
Das Altarkreuz ist von Kurt Schwippert, der Kreuzweg von Fritz Peretti. 1985 wurde der Charakter des Innenraums durch neue farbige Kirchenfenster von Hubert Spierling im Stil der Zeit verändert, die 1981 eingebaute neue Orgel von Franz Breil entspricht den musikalischen Ambitionen der Kirchengemeinde.
An die östliche Stirnwand wurde 1978–1979 das Pfarrzentrum in ebenfalls halbrunder Bauweise, allerdings lediglich eingeschossig angebaut. Für diese Erweiterung und ebenso für den neuen Orgelprospekt zeichneten die Architekten Rolf Bähr und Karl Heinz Gansfort verantwortlich.
Der Vorgängerbau der Kirche aus dem Jahr 1934 stand westlich des heutigen Baus. Er diente von 1962 bis 1989 der griechisch-orthodoxen Gemeinde St. Andreas (seither in Reisholz) und wurde 1991 abgerissen. 

## Kirchengemeinde Heilige Familie

### Kirchengemeinde
Das Gebiet Heinefeld in der Golzheimer Heide rund um die heutige Kirche wurde erst ab 1923 besiedelt. Nach dem Ersten Weltkrieg suchten die ersten Wohnungslosen hier ihre Notunterkünfte, richteten sich in noch stehende Baracken und Munitionslager, welche die Belgier und Franzosen im Zuge der Ruhrbesetzung von 1921 bis 1925 hier errichtet hatten, ein. Später kamen Erdhütten und Verschläge aus Brettern hinzu. Ende 1931 wurden die Siedler, inzwischen Hunderte von Familien, auf etwa 800 Parzellen an fünf Standorten im Stadtgebiete verteilt. Die Stadt folgte dabei einem Erlass der Reichsregierung, wobei sich ihre Tätigkeit weisungsgemäß auf die Überlassung von Gelände beschränkte (Heinefeld, Rotes Haus, Thewissen im Norden, Torfbruch und Tannenhof im Südosten). Auf dem Heinefeld selbst wurden 200 Parzellen neu verteilt. Auf einem Teil des Geländes lagerten außerdem, in Wohnwagen und Hütten, zugewanderte Sinti und Roma. Die römisch-katholische Kirchengemeinde hat ihren Ursprung in einer alten Baracke, in der seit 1930 eine Kindertagesstätte, betreut von Evangelische Diakonissen aus Kaiserswerth, untergebracht war und die ab 1931 auch als provisorischer Gottesdienstraum für die bald 1000 Katholiken des Gebietes diente. 1934, etwa ein Jahr nach der Machtergreifung durch die Nationalsozialisten, wurde der Kaplan Matthias Beckers aus der benachbarten Pfarrei St. Bruno Rektor des nunmehrigen Rektorates Golzheimer Heide, die bereits 1940 zur selbstständigen Rektoratspfarre Heilige Familie wird.
Direkt nach Kriegsende 1945 wird der von den Nationalsozialisten drangsalierte Matthias Beckers zum Rektoratspfarrer ernannt und mit der Erhebung zur kanonischen Pfarrei 1951 zum ersten Pastor der Gemeinde. Sein Nachfolger war von 1976 bis 2014 Friedhelm Keuser.

### Großgemeinde seit 1999 / 2011
Die Katholische Kirchengemeinde Heilige Familie existiert in der heutigen Form seit einer Fusion im Jahr 2011. Gemäß der Pastoralreformdirektive des Erzbistums Köln wurden 1999 die Kirchengemeinden in Düsseldorf-Lohausen und -Golzheim in die Heilige Familie fusioniert, zum 1. Januar 2011 dann auch die Gemeinden in Düsseldorf-Unterrath und -Lichtenbroich. Pfarrkirche ist die Kirche Heilige Familie in Stockum. Die jetzige Kirchengemeinde umfasst daneben auch die fünf Kirchen der ehemaligen Pfarreien St. Albertus Magnus, St. Bruno, St. Maria Königin, St. Maria unter dem Kreuze und St. Mariä Himmelfahrt. Erster Pfarrer bis 2014 war Monsignore Friedhelm Keuser. Am 1. März 2015 wurde Markus Wasserfuhr (* 1965 in Wipperfürth) zum Gemeindepfarrer bestellt.